# Justus Bostelmann
Justus Bostelmann (* 12. März 1815 in Tostedt; † 5. Mai 1889 ebenda), genannt: Der alte Dieckhoff, war ein deutscher Landwirt, Kaufmann und Mitglied des Deutschen Reichstags.

## Leben
Bostelmann besuchte das Gymnasium in Lüneburg. Von 1853 bis 1855 war er Mitglied der 2. Kammer der Hannoveraner Ständeversammlung und von 1863 bis 1881 Mitglied der Lüneburgischen Landschaft. Zwischen 1867 und 1881 war er Mitglied des Hannoveraner Provinzial-Landtages.
Weiter war er an der Gründung der Tostedter Sparkasse maßgeblich beteiligt.
Zwischen 1886 und 1888 war er Mitglied des Preußischen Abgeordnetenhauses und von 1881 bis 1884 des Deutschen Reichstages für die Nationalliberale Partei und den Wahlkreis Provinz Hannover 17 (Harburg, Rotenburg in Hannover, Zeven).